# 리딩투자증권
리딩투자증권주식회사는 증권회사이다. 주요 사업은 기업금융, 투자매매, 투자중개, 헤지펀드운용, 투자자문 등이다.

## 연혁
- 2000년 3월 : 리딩투자증권 설립
- 2000년 4월 : 증권업 허가
- 2000년 5월 : 증권업 영업 개시
- 2009년 2월 : 금융투자업 인가
- 2009년 10월 : 투자매매업(증권, 장내파생상품) 및 투자중개업(장내파생상품) 인가
- 2010년 2월 : 리딩아시아홀딩스(홍콩 소재) 설립
- 2013년 9월 : 본점 이전(논현동 → 여의도)
- 2016년 9월 : 김충호 대표이사 취임
- 2017년 6월 : 본점 이전(여의도, 한국노총빌딩 → 여의도, NH농협캐피탈빌딩)
- 2017년 12월 : 전문사모집합투자업 등록
- 2018년 3월 : 리딩에머슨자산운용 인수
- 2018년 12월 : 투자자문업 등록
- 2019년 7월 : 리딩에이스캐피탈 설립
- 2022년 6월 : 김충호, 최규원 각자대표체제
- 2022년 7월 : 본점 이전(여의도 파크원 타워2)